# Pagara clarus
Pagara clarus là một loài bướm đêm thuộc phân họ Arctiinae, họ Erebidae.